# K+Sアーキテクツ
K+Sアーキテクツ（株式会社ケイ・エスアーキテクツ）は、日本のアトリエ系建築設計事務所。日本の建築家の鹿嶌信哉と佐藤文が共同で主宰する。

## 建築家
鹿嶌信哉
- 1959年　愛知県生まれ
- 1978年　静岡県立浜松北高等学校卒業
- 1983年　京都工芸繊維大学工芸学部建築学科卒業

　　　　 卒業設計賞「松ヶ崎建築会賞」受賞
- 1983年　芦原建築設計事務所に勤務（芦原義信に師事）
- 1990年　佐藤文とK+Sアーキテクツを共同設立

　　　　 一級建築士 日本建築家協会会員　登録建築家
日本建築学会会員  ・日本医療福祉建築協会会員
佐藤文
- 1961年　群馬県生まれ。
- 1980年　群馬県立前橋女子高等学校卒業
- 1984年　日本大学理工学部建築学科卒業
- 1984年　早川邦彦建築研究室に勤務
- 1985年　芦原建築設計研究所に勤務（芦原義信に師事）
- 1990年　鹿嶌信哉とK+Sアーキテクツを共同設立
- 2000年-2005年　千葉大学工学部 都市環境システム学科 非常勤講師
- 2004年-2010年　日本大学理工学部建築学科非常勤講師
- 2006年-2023年　関東学院大学建築・環境学部建築・環境学科　非常勤講師

一級建築士 日本建築家協会会員　日本建築学会会員

## 受賞歴
- 1991年　スタジオ・カーサコンペティション - 「南青山コンプレックスハウス」で最優秀審査委員賞・建主賞同時受賞。
- 1994年　群馬の家設計コンクール -「 桐生の家」で優秀賞受賞。
- 1997年　宮城県・保健医療福祉中核施設構想提案競技佳作。
- 1998年　第33回東京建築士会・建築設計競技- 「コミュニティコアとしての小学校の再生 」-で佳作。
- 2009年　群馬県農業技術センター設計提案競技で選外佳作。
- 2015年　情報・システム機構「国立遺伝学研究所宿舎2号棟 」プロポーザルコンペ1等
- 2015年　日本建築家協会JIA・2015年度JIA優秀建築選（100選）受賞「児童養護施設・筑波愛児園」
- 2015年　伊勢崎市景観まちづくり賞・建築物デザイン部門受賞「特別養護老人ホーム・小泉の杜」
- 2016年　かわごえ都市景観表彰受賞「小江戸川越の町家」
- 2016年　日本建築家協会JIA・2015年度JIA優秀建築選（100選）受賞「特別養護老人ホーム・小泉の杜」
- 2019年　第25回千葉県建築文化賞優秀賞 受賞「かぜの小路（テラスハウス）」
- 2022年　第47回東京建築賞奨励賞 受賞 「ロードサイドの家」
- 2022年　第48回東京建築賞優秀賞受賞 「森の小屋」
- 2022年　第1回 JIA長野建築賞 2022 入賞 「森の小屋」
- 2022年　JIA優秀建築選2022　100選入選 「原病院（精神科）南新館＋ラウンジ棟＋広場」
- 2022年　JIA優秀建築選2022　100選入選 「森の小屋」
- 2023年　令和4年度伊勢崎市景観まちづくり賞 受賞  「原病院（精神科）南新館＋ラウンジ棟＋広場」
- 2023年　第35回栃木県マロニエ建築賞 優良賞　受賞　「足利の家」